# 莫妮卡·迈尔
莫妮卡·迈尔（德語：Monika Meyer，1972年6月23日—），德国前女子足球运动员。她曾代表德国国家队参加美国举行的1999年国际足联女子世界杯，结果队伍获得第八名。